# Benthosema panamense
Benthosema panamense és una espècie de peix de la família dels mictòfids i de l'ordre dels mictofiformes.

## Morfologia
- Els mascles poden assolir 5,5 cm de longitud total.
- Nombre de vèrtebres: 31-33.[4]

## Reproducció
És ovípar amb larves i ous planctònics.

## Depredadors
És depredat per Stenella attenuata.

## Hàbitat
És un peix marí i d'aigües tropicals.

## Distribució geogràfica
Es troba al nord-est del Pacífic (entre 28°N i 10°N, incloent-hi el Golf de Califòrnia).